# Турунен, Тарья
Та́рья Со́йле Су́санна Ту́рунен Кабу́ли (фин. Tarja Soile Susanna Turunen Cabuli; род. 17 августа 1977, деревня Пухос, близ Китеэ, Финляндия) — финская оперная и рок-певица, пианистка, поэтесса, композитор, бывшая вокалистка симфоник-метал-группы Nightwish.
В мае 2003 года Тарья сообщила, что несколько месяцев назад сочеталась браком с аргентинским бизнесменом, владельцем звукозаписывающей компании NEMS Enterprises S.R.L., продюсером и менеджером Nightwish в Южной Америке, Марсело Кабули (исп. Marcelo Cabuli).
21 октября 2005 года, после завершающего мирового турне в поддержку альбома Once в Хартвалл-арене, Хельсинки, была уволена из состава группы. Решение об увольнении было распространено в виде открытого письма, которое Тарья получила сразу после концерта от имени остальных участников коллектива.
После ухода из Nightwish занимается сольным творчеством. Записала два рождественских альбома Henkäys ikuisuudesta (2006), From Spirits and Ghosts (Score for a Dark Christmas) (2017), классический альбом Ave Maria – En Plein Air (2015), пять студийных альбомов: My Winter Storm (2007), What Lies Beneath (2010), Colours in the Dark (2013), The Shadow Self 2016, In The Raw (2019); и три мини-альбома: The Seer (2008), Left in the Dark (2014), The Brightest Void (2016). Тарья была номинирована на шесть наград Emma, а в 2009 была предварительно номинирована на премии Грэмми. В декабре 2012 Тарья официально объявила о том, что в августе родила дочку, которую назвала Наоми Эрика Алексия Кабули Турунен (Naomi Eerika Alexia Cabuli Turunen).

## Биография

### 1977—1995: Ранняя жизнь
Тарья Турунен родилась в небольшой деревне Пухос, вблизи Китеэ, Финляндия. У неё есть старший брат Тимо и младший брат Тони. Её мать Марьятта Турунен работала в городской администрации, а отец Теуво Турунен плотником. Её музыкальный талант был впервые отмечен, когда она спела песню «Enkeli taivaan» (финский вариант «From Heaven Above to Earth I Come») в церковном зале Китеэ в возрасте трёх лет. Она присоединилась к церковному хору и начала брать уроки вокала. В возрасте шести лет она начала играть на фортепиано.
Бывший учитель музыки Пламен Димов вспоминал, что Тарья могла без подготовки спеть любую песню, в то время как с другими приходилось долго практиковаться, прежде чем они смогли хорошо выступить.
В течение нескольких лет Турунен исполняла разные песни, в том числе и соул-музыку Уитни Хьюстон и Ареты Франклин. Позже она слушала песни из классического кроссовера певицы Сары Брайтман, особенно песню «The Phantom of The Opera», и решила сосредоточиться на этом жанре. Училась на музыкальном отделении художественной гимназии Савонлинны. В восемнадцать лет она переехала в Куопио, чтобы учиться в академии имени Сибелиуса.

### Творчество в Nightwish

#### 1996—1997
С октября по декабрь 1996 года музыканты записали демоальбом. В альбом вошли три композиции: «Nightwish», «The Forever Moments» и «Etiäinen» (с фин. — «Лесной дух»), название первой из которых определило название группы. В том же году Тарья выступила на Савонлиннском оперном фестивале, исполнив произведения Вагнера, Верди и других композиторов.
В начале 1997 года к группе присоединился Юкка Невалайнен, а акустическая гитара была заменена на электрическую. В апреле группа отправилась в студию Spinefarm Records, чтобы записать семь песен, включая доработанное демо «Etiäinen». Три песни в альбоме Angels Fall First, записаны с вокалом Туомаса Холопайнена — это единственный альбом, где можно услышать его вокал. Партии бас-гитары для этого альбома записал Эрно Вуоринен. Многие источники отмечают, что этот альбом сильно отличается от их дальнейшего творчества. 31 декабря 1997 года группа выступила с концертом в своём родном городе Китеэ.

#### 1998—1999
В апреле 1998 года начались съёмки первого видеоклипа на песню «The Carpenter», который был готов в начале мая.
В 1998 году, к группе присоединился старый друг Туомаса, бас-гитарист Сами Вянскя. В начале августа группа поехала в студию, чтобы записать новый альбом Oceanborn. Закончили они в конце октября. 13 ноября Nightwish дали концерт в Китеэ, и на этом концерте был снят видеоклип на песню «Sacrament of Wilderness». Сингл на эту песню был выпущен 26 ноября, 7 декабря был выпущен Oceanborn.
Зимой 1999 года Nightwish дали много концертов, гастролировали по всей стране в течение трёх месяцев. Весной Oceanborn был выпущен за пределами Финляндии. В это же время был записан сингл «Sleeping Sun», который был посвящён затмению в Германии. В августе сингл был выпущен в Германии, также на сингл вошли песни «Walking in the Air», «Swanheart» и «Angels Fall First». Тогда же стало известно, что альбом Oceanborn и сингл «Sacrament of Wilderness» приобрели статус «Золотого диска». Несмотря на растущий успех группы, Тарья исполнила сольные партии в рок-балете Evankeliumi (известном также как Evangelicum) с группой Waltari в Финской Национальной опере.
Лицо Тарьи было изображено на обложках журналов нескольких стран, ниже приведён список стран и журналов:
- Аргентина, Бельгия, Бразилия, Германия, Испания, Нидерланды, Франция, Швеция и Финляндия.
- Scream Magazine, Roadie crew, Inferno, Rumba, Sue, Metallian, Blue wings (Finnair), Iltalehti (novedadespaper), Metal Hammer, Rock Hard, Metal Heart, Aardschok, Epopeya, Rock Brigade, Heavy Oder Was!?, Hell Awaits, Flash, Legacy Magazine, Orkus, Rock Tribune, Close Up Magazine, Hard N’Heavy, Maelmströn[7].

#### 2000—2001
В 2000 году Nightwish участвовали в отборе на конкурс песни Евровидение от Финляндии с песней «Sleepwalker». Группа выиграла зрительское голосование, но во втором туре, голосованием жюри, была отодвинута на второе место и не допущена на конкурс.
Это было не первое появление Тарьи на телевидении, она была хорошо известна в финских программах, таких как:
- Lista Yle ТВ, Kokkisota MTV3, Hotelli Sointu TV1, Vaarallinen risteys MTV3, Huomenta Suomi MTV3 и Jyrki MTV3[7].

В мае 2000 года был выпущен третий альбом Nightwish Wishmaster, который занял первое место в чарте альбомов и находился на этой позиции три недели. За это время он получил статус «Золотого диска».
Из Китеэ начался мировой тур в поддержку нового альбома. Тур продолжился сначала на больших фестивалях в Финляндии, а затем в Южной Америке в июле 2000 года. Трёхнедельный тур по Бразилии, Чили, Аргентине, Панаме и Мексике, был одним из самых больших опытов группы. Всё это сопровождалось успешными показами на Wacken Open Air, Biebop Metal Fest. Так же группа приняла участие в Европейском туре вместе Sinergy и Eternal Tears of Sorrow. В ноябре Nightwish отыграли два концерта в Канаде.
В апреле 2001 года в Финляндии, а в течение всего лета во всем мире, Nightwish выпустили DVD и VHS с концертом, который прошёл 29 декабря 2000 года в клубе Pakkahuone, Тампере, Финляндия. В записи приняли участие Тони Какко из группы Sonata Arctica и Тапио Вильска. В конце показа Nightwish получили платиновые диски за Wishmaster и золотые диски за сингл «Deep Silent Complete». Финские поклонники получили ограниченный выпуск полнометражных Live CD. Все форматы были выпущены под названием From Wishes to Eternity. «Золотыми» стали CD диски в Финляндии, а в Германии DVD диски.
В марте 2001 года Nightwish собрались в студии, чтобы записать кавер-версию классической композиции Гэри Мура «Over the Hills and Far Away» с двумя новыми песнями и ремейком песни «Astral Romance» с альбома Angels Fall First. В Финляндии диск появился в июне 2001 года. Также был снят клип на песню «Over the Hills and Far Away».
Немецкая версия Over the Hills and Far Away, выпущенная лейблом Drakkar, включает шесть живых треков в дополнение к четырём невыпущенным песням. Вскоре после этого группу покинул бас-гитарист Сами Вянскя и вместо него пришёл Марко Хиетала, ушедший из группы Sinergy. Новый бас-гитарист не только играет, но и поёт сильным и агрессивным голосом, резко контрастирующим с вокалом Тарьи.
После выхода диска, Тарья поступила в Высшую школу музыки Карлсруэ в Германии. Во время учёбы в Карлсруэ, Тарья записала вокал для альбома Nightwish Century Child, а также для альбома Infinity группы Beto Vázquez Infinity. После нескольких концертов в Германии, Тарья отправляется в тур по Южной Америке с лид-концертом Noche Escandinava (Скандинавская ночь), вместе с Марьют Паавилайнен, Ингвильд Сторханд, Изуми Кавакатзу.

#### 2002—2003
В мае 2002 года Nightwish выпускают свой четвёртый альбом под названием Century Child, а также синглы: «Ever Dream» и «Bless the Child». В первые часы продаж, альбом получил «золотой» статус, через несколько недель «платиновый» статус. Приблизительно продано 250 000 копий. Основным отличием от предыдущего альбома является то, что в записи многих песен принял участие финский оркестр, приближая его к классической музыке. После первого клипа «Bless The Child», был записан второй — «End of All Hope». В нём использовались отрывки из финского фильма «Kohtalon Kirja» («Книга Судьбы») (en).
Группа начинает трёхмесячный тур в поддержку нового альбома, который должен пройти в десяти странах мира, с концертов в странах Южной Америки. После окончания тура, Nightwish решили взять отдых, многие члены группы приняли участие в многочисленных сайд-проектах, а Тарья вернулась в Карлсруэ до конца года, чтобы окончить учёбу.
В мае 2003 года, Тарья сообщает, что несколько месяцев назад сочеталась браком с аргентинским бизнесменом, владельцем звукозаписывающей компании NEMS Enterprises, продюсером и менеджером Nightwish в Южной Америке, Марсело Кабули (исп. Marcelo Cabuli).
В 2003 году в мире был выпущен DVD End of Innocence — это документальный фильм, длительностью 2 часа 15 минут, который рассказывает историю группы их словами, от самого начала до настоящего момента.
Финский президент Тарья Халонен пригласила Тарью и её супруга в президентский дворец в Хельсинки в декабре 2003 года на празднование Дня независимости, на котором обозреватели финского телеканала YLE назвали её самой впечатляюще одетой леди.

#### 2004—2005
После перерыва Тарья вернулась в Nightwish для записи нового альбома Once и участия в мировом турне в его поддержку в 2004 и 2005 годах. Альбом Once вышел 7 июня 2004 года, после сингла «Nemo» с этого альбома. Новый альбом был хорошо встречен критиками, которые сравнивали его с Oceanborn. Также она участвовала во втором туре Noche Escandinava весной 2004 года. На Рождество 2004 года вышел сингл «Yhden enkelin unelma» (с фин. — «Мечта одного ангела»), получивший «золотой» статус в Финляндии. Весной 2005 года она участвовала в дуэте с немецким исполнителем Мартином Кесичи (de), с песней «Leaving You for Me», также вышедшей на видео.
21 октября 2005 года, после успешного окончания мирового тура в поддержку альбома Once, с завершающим концертом в Хартвалл Арена, Хельсинки, участники Nightwish сообщили Тарье в открытом письме, что она больше не является вокалисткой группы. Туомас Холопайнен и остальные музыканты Nightwish обвинили её в изменившихся приоритетах и возросших коммерческих интересах. Туомас сообщил, что в последние годы она не принимала участия в творчестве группы, не участвовала в репетициях и игнорировала поклонников, срывая запланированные концерты. Тарья ответила на это, опубликовав ответное письмо, а также на своём сайте на английском и финском языках, в котором она назвала произошедшее неоправданно жестоким.

### Сольная карьера

#### 2005—2006
После увольнения из Nightwish Тарья уехала в Аргентину. Когда планы были определены, состоялась пресс-конференция 11 ноября 2005 года в Хельсинки, на которой Тарья подвела итоги прошедшего года, который, в конечном счёте, привёл к увольнению. В России эксклюзивное интервью было опубликовано в журнале Rockcor (№ 1 январь/февраль 2006 года).
Тарья приняла участие в записи песни «Tired of Being Alone» вместе с Кристофером фон Дейленом, лидером музыкального проекта Schiller, незадолго до того, как была закончена запись его нового альбома, под названием: Tag und Nacht (с нем. — «День и Ночь»). Альбом вышел 28 ноября 2005 года. Помимо вокала в песне «Tired Of Being Alone», она также выступила соавтором музыки на слова написанные Mic и Christopher.
После успеха рождественского сингла «Yhden enkelin unelma» в Финляндии и из-за большого количества приглашений и запросов о рождественском выступлении, Тарья решила устроить рождественский тур в декабре 2005 года. С первое по пятнадцатое декабря Тарья дала шесть рождественских концертов.
| Дата       | Клуб                                    | Место проведения       |
| ---------- | --------------------------------------- | ---------------------- |
| 01.12.2005 | Savonlinna-Sali                         | Савонлинна, Финляндия  |
| 03.12.2005 | Kuusaa-sali                             | Куусанкоски, Финляндия |
| 06.12.2005 | Passionskirche                          | Берлин, Германия       |
| 09.12.2005 | Jona — Jugendkirche                     | Франкфурт, Германия    |
| 12.12.2005 | Casino L’AlianCa del Poble Nou          | Барселона, Испания     |
| 15.12.2005 | Auditorium Hall, National Museum of Art | Бухарест, Румыния      |

Тарья выступала в храмах и костёлах, исполняя классические композиции таких композиторов и писателей как: Ян Сибелиус, Захариас Топелиус, Иоганнес Брамс, Жермен Грир, Амадей Моцарт и Себастьян Бах.
3 февраля 2006 года Тарья вместе с группой Teräsvilla появилась в третьем эпизоде сериала «Studio impossible», который показывался на финском телеканале MTV3 (fi).
28 и 29 апреля Тарья, Яри Силлианпаа и Гейр Роннинг выступили в качестве приглашённых звёзд в мюзикле Spin в театре «Svenska Teatern (Ruotsalainen teatteri)» в Хельсинки. Приглашённые звёзды представили сами себя и свой собственный выбранный материал, который они представили с оригинальными исполнителями, такими как: Nicke Lignell, Мария Юлипяя, Eeva Vilkkumaa, Tino Singh и Jonna Jarnefelt.
16 июля 2006 года прошёл концерт в замке Олавинлинна, как часть фестиваля Savonlinna Opera Festival. В концерте также приняли участие: Раймо Сиркия и Симфонический оркестр города Куопио. Из-за большого спроса на билеты, было решено устроить второй концерт 21 июля 2006 года. Симфоническим оркестром дирижировал Рику Ниеми, известный своими изменяющимися аранжировками. Программа состояла из классической и из более лёгкой музыки. Тарья исполнила произведения из опер, оперетт, мюзиклов и три песни Nightwish, а Раймо Сиркия представил себя в мире популярной музыки и вместе они представили несколько дуэтов из всех жанров.

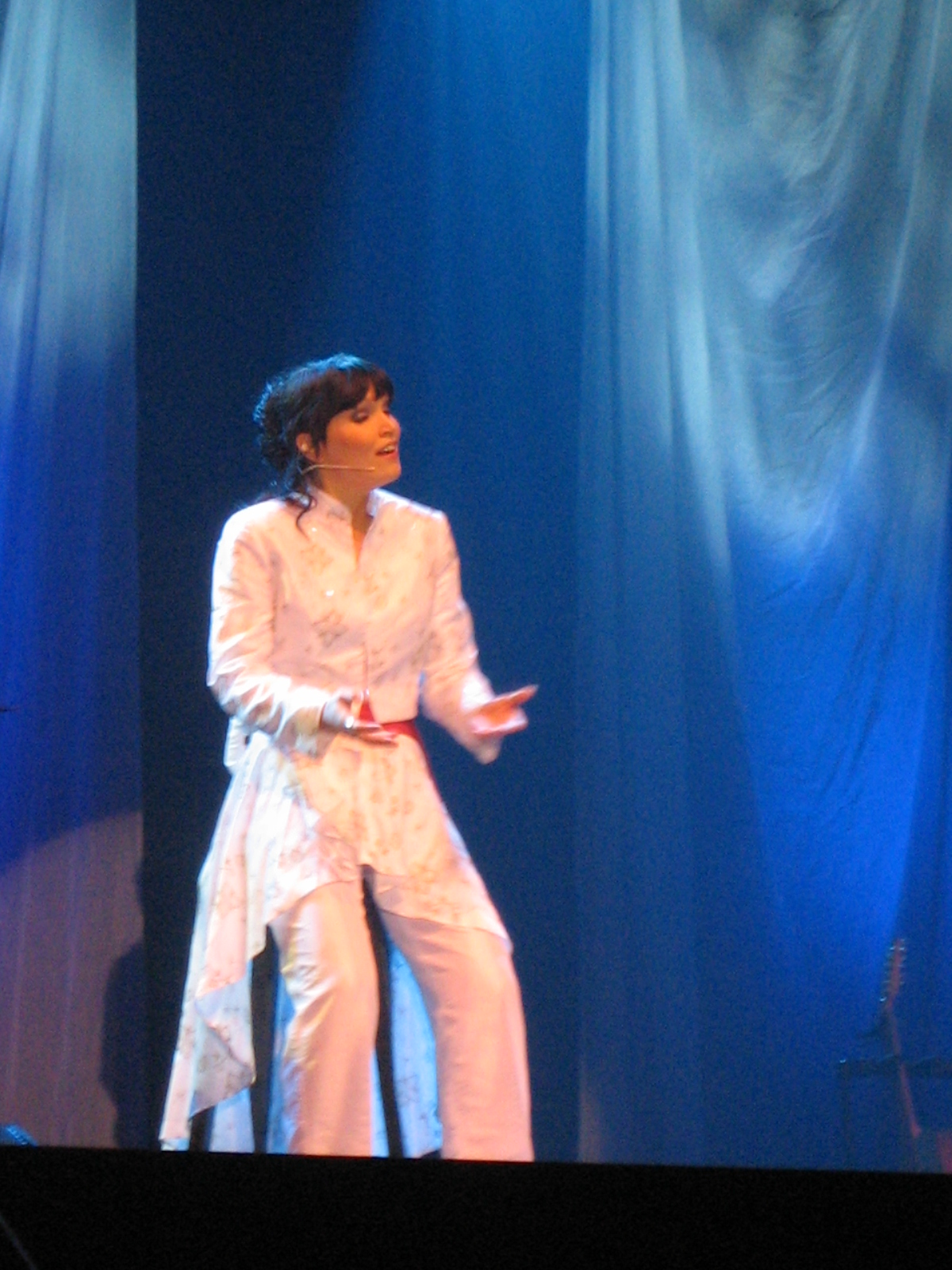
Тарья Турунен на концерте в 2006 году.

5 августа 2006 года концерт Роберта Велла (en) Rhapsodi in Rock в Nordkalk Arena, Парайнен, Финляндия. Приглашённые звезды: Тарья Турунен, Йоре Марьяранта, Петер Йобак, Ширли Клэмп.
7 августа 2006 года Тарья вместе с Калеви Кивиниеми, Марзи Нюман и Маркку Крон, участвовала в фестивале органной музыки под названием Lahti Organ Festival: Cross Over Organ в городе Лахти, Финляндия.
16 сентября 2006 года концерт Тарьи и Раймо Сиркия под аккомпанемент фортепиано — Майя Вейтз в церкви города Каухайоки, Финляндия.
17 сентября 2006 года концерт Тарьи и Раймо Сиркия под аккомпанемент фортепиано — Майя Вейтз и камерными музыкантами из городского оркестра Сейнайоки, Финляндия.
25 октября 2006 года вышел сингл «You Would Have Loved This» включающий в себя радио-версию песни «You Would Have Loved This», отличающуюся от версии на альбоме Henkäys ikuisuudesta. Также на пластинке есть очень нежная версия классической композиции «Walking in the Air», Ховарда Блейка (en) радикально отличающуюся от альбомной версии.
7 ноября 2006 года Тарья и хор Тапиола дали концерт Unicef «Дитя завтрашнего дня» в Культурном центре Эспо, Тапиола, Финляндия. Эспо имеет честь называться городом «Unicef 2006» и в то же время Unicef празднует своё 60-летие помощи детям. Тарья и хор Тапиола пожертвовали свой гонорар и доход от продажи билетов, достигшего результата в €18.688, который был направлен неприкосновенным на счёт Эспо Unicef. Этой суммой Unicef смогут обеспечить вакцинацией более чем 2300 детей в Лаосе. Тарья и хор пожертвовали на счёт Unicef самый большой доход, полученный от одного мероприятия в Финляндии за целый год.
8 ноября 2006 года вышел рождественский альбом Henkäys ikuisuudesta (с фин. — «Дыхание Небес»). Многие поклонники считают его первым сольным альбомом, хотя сама Тарья заявляла, что не считает его таковым. Все композиции являются каверами, кроме «Kuin Henkäys Ikuisuutta». Кавер группы ABBA «Happy New Year» содержит испанскую и английскую лирику. Композиция «En Etsi Valtaa, Loistoa» выходила ранее, на сингле «Yhden enkelin unelma» в 2004 году, но вокал был перезаписан специально для этого альбома. «Jouluyö, Juhlayö» является финской версией песни «Тихая ночь, дивная ночь».
Тарья также записала вокал для дебютного альбома своего брата Тони Турунена. После выпуска альбома, с третье по двадцатое декабря начался рождественский тур под названием «Breath From Heaven Tour 2006», завершающий рождественский проект Тарьи, начатый в 2004 году. Два концерта прошли в России.
| Дата       | Клуб              | Место проведения        |
| ---------- | ----------------- | ----------------------- |
| 03.12.2006 | Areena            | Йоэнсуу, Финляндия      |
| 05.12.2006 | Paviljonki        | Ювяскюля, Финляндия     |
| 06.12.2006 | Tampere-talo (fi) | Тампере, Финляндия      |
| 12.12.2006 | Sibeliustalo (fi) | Лахти, Финляндия        |
| 15.12.2006 | Caribia (fi)      | Турку, Финляндия        |
| 16.12.2006 | Musiikkikeskus    | Куопио, Финляндия       |
| 19.12.2006 | ДК Ленсовета      | Санкт-Петербург, Россия |
| 20.12.2006 | МХАТ им. Горького | Москва, Россия          |

В Петербурге состоялась пресс-конференция, которая прошла в гостинице, где Тарья остановилась с мужем. Были заданы вопросы о рождественском альбоме и о выходе первого сольного альбома. Канал YLE TV2 (fi) в Финляндии транслировал концерт 12 декабря в Sibelius Hall (fi). Также концерт был записан на DVD. В дополнительный материал диска вошли: 5 видеоклипов и фотогалерея.
Спасибо поклонникам из Москвы и Санкт-Петербурга за цветы и за всё остальное, опять же спасибо за невероятное количество подарков, е-мэйлов и писем, и за достойное ощущение аплодисментов, улыбок и слёз.
30 декабря 2006 года более чем 7600 читателей финской газеты Iltalehti голосовали в различных категориях за известных личностей 2006 года в Финляндии. Они выбрали Тарью лучшей финской вокалисткой.

#### 2007—2008

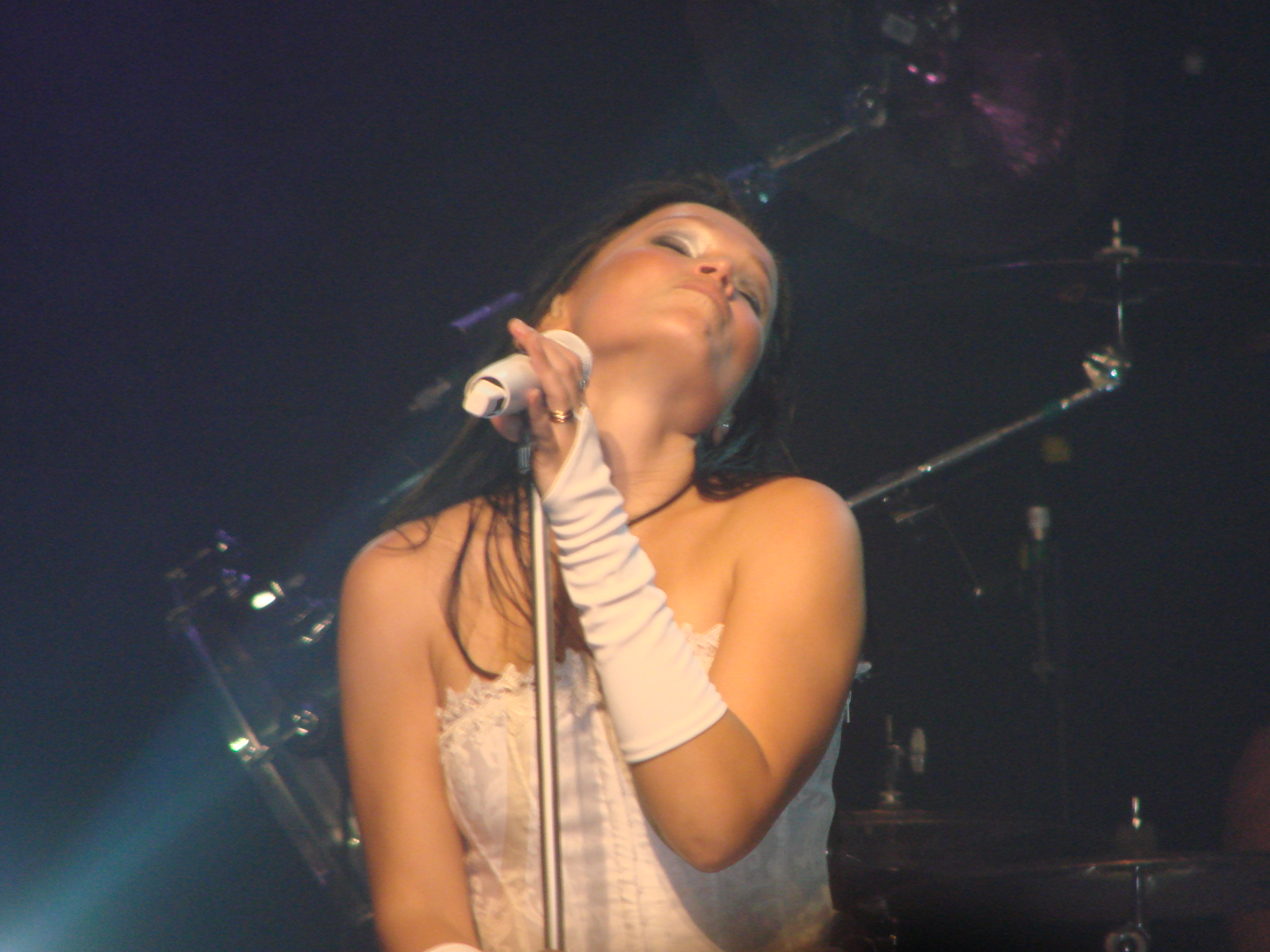
Тарья Турунен на концерте в Буэнос-Айресе, 6 сентября 2008 (последнее выступление в рамках тура в поддержку альбома My Winter Storm в Америке).

24 января 2007 года Тарья записала вокальные треки для песни «In the Picture», которая вошла в сборник Nuclear Blast All-Stars: Into the Light, посвящённый 20-й годовщине Nuclear Blast. Гитарист группы Rage Виктор Смольский сочинил, записал и спродюсировал песню, также как и другие девять композиций для различных метал-артистов, которые являются частью истории рекорд-компании.
3 мая 2007 года получив приглашение от Финского посольства в Аргентине, Тарья посетила стенд Северных стран на Международной книжной ярмарке в La Rural, Буэнос-Айрес.
26 октября 2007 года был представлен первый, с нового альбома сингл — «I Walk Alone», который сейчас доступен в четырёх версиях (в России сингл издан не был):
- «I Walk Alone (Single-Version)»
- «I Walk Alone (Artist-Version)»
- «I Walk Alone (2 Track-German Edition)»
- «I Walk Alone (2 Track-International Edition)»

Продюсером сингла и альбома является Дэниель Пресли (Faith No More, Джуэл, The Breeders), к которому в студии присоединился состав музыкантов: Дуг Уимбиш на бас-гитаре (Living Colour, Annie Lennox, Joe Satriani, Jeff Beck,Madonna, Rolling Stones), Алекс Шолпп на электрогитаре (Farmer Boys), Эрл Харвин на ударных (Seal, Pet Shop Boys, Air) — музыкант, которого Тарья лично выбрала после того, когда она увидела, как Эрл оказался в центре внимания на концерте группы Seal. Клавишные и программирование обеспечивал Торстен Стенцель — (Нелли Фуртадо, Моби, Тина Тёрнер, Ванесса Мэй).
Новый, первый, полноценный, сольный альбом My Winter Storm вышел в Финляндии 14 ноября, в Европе 16 ноября и в России 19 ноября. В Европе релиз был сделан компанией Universal Music Group, в России — Universal Music Russia. Он был выдержан в стиле оперной, рок и поп-музыки. После выхода альбома, группа дала десять концертов, с двадцать пятого ноября по двадцатое декабря.
| Дата       | Клуб                   | Место проведения       |
| ---------- | ---------------------- | ---------------------- |
| 25.11.2007 | Columbia Club (de)     | Берлин, Германия       |
| 27.11.2007 | Petofi Hall            | Будапешт, Венгрия      |
| 02.12.2007 | Клуб Б1 Maximum        | Москва, Россия         |
| 08.12.2007 | Sami Hyypiä Areena     | Куусанкоски, Финляндия |
| 10.12.2007 | Live Music Hall (de)   | Кёльн, Германия        |
| 11.12.2007 | Elysee-Montmartre      | Париж, Франция         |
| 13.12.2007 | Melkweg (nl)           | Амстердам, Нидерланды  |
| 15.12.2007 | Fuzz Club (en)         | Афины, Греция          |
| 18.12.2007 | X-tra                  | Цюрих, Швейцария       |
| 20.12.2007 | Electric Ballroom (en) | Лондон, Великобритания |

Состав музыкантов, которые работали с Тарьей в туре Warm Up Concerts 2007.
- Ведущий вокал: Тарья Турунен
- Бас-гитара: Дуг Уимбиш
- Гитара: Алекс Шолпп
- Ударные: Майк Террана
- Клавишные: Мария Илмоними
- Виолончель: Макс Лилья и Маркус Хохти
- Ведущий и бэк-вокал, гитары, дополнительные электронные барабаны и клавишные: Тони Турунен (родной брат Тарьи).

9 мая 2008 года Тарья открыла мировое турне в поддержку альбома My Winter Storm выступлением на лейпцигском фестивале Wave-Gotik-Treffen. В аккомпанирующем составе Тарьи на время тура участвуют многие известные музыканты: басист Оливер Хольцварт (Blind Guardian), виолончелист Макс Лилья (ех-Apocalyptica), ударник Майк Террана (Аксель Руди Пелл) и другие.

#### 2009—2010
21 декабря 2009 года Тарья с мужем посетила Москву и дала рождественский сольный концерт с аншлагом.
15 февраля 2010 года вышел альбом Sting in the Tail группы Scorpions. В нём Турунен записала вокал для песни «The Good Die Young», которая стала главным синглом альбома.

«Это был очень удивительный момент, когда Клаус Майне позвонил мне [смеётся] это было замечательно. Серьёзно, такая честь. Затем они прислали мне две песни, и я могла выбрать одну из них, которая мне больше понравится. Я записала песню, и после этого узнала, что это будет их последний студийный альбом. Я не знала об этом ранее, и была совершенно шокирована, словно „Ух ты, я появлюсь на их последнем альбоме“ [смеётся с недоверием] Это такая честь. Я встречалась с парнями, и мы выступали вместе в одной музыкальной программе в Австрии. Они настоящие джентльмены и очень хорошие люди».

Полный текст интервью можно прочитать на сайте www.tarja.ru

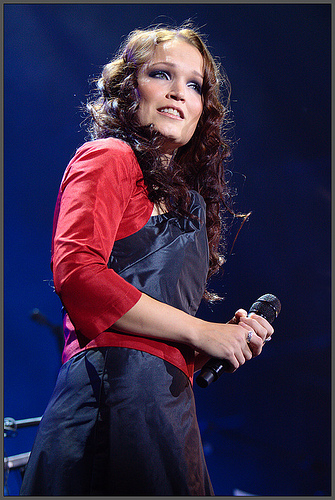
2009 год

В начале февраля 2010 года Тарья Турунен приступила к записи своего второго сольного альбома What Lies Beneath. Международный релиз состоялся 6 сентября 2010 года. Альбом записывался в студии Petrax Studio, Хололла, Финляндия. Тарья лично продюсировала альбом, писала песни, а также впервые записала партии фортепиано.
В записи песни «Anteroom of Death» приняла участия немецкая а капелла рок-группа Van Canto, в результате получилась очень авангардное сочетание неоклассики, оперы, трэша, хэви-метал и а капелла.
В композиции «Dark Star» бэк-вокальные партии записал Филип Лабонт, из группы All That Remains.

Я никогда ранее не работала с таким выразительным вокалистом и с участием Фила, песня приобрела иное измерение.

| Дата       | Клуб                         | Место проведения       |
| ---------- | ---------------------------- | ---------------------- |
| 01.10.2010 | Stodola                      | Польша, Варшава        |
| 02.10.2010 | Klub Studio                  | Польша, Краков         |
| 04.10.2010 | CKM Nau                      | Украина, Киев          |
| 07.10.2010 | Sareza Arena                 | Чехия, Острава         |
| 08.10.2010 | KD Vltavska                  | Чехия, Прага           |
| 10.10.2010 | Le Bataclan                  | Франция, Париж         |
| 11.10.2010 | 013 Club                     | Нидерланды, Тильбург   |
| 13.10.2010 | O2 Shepherd’s Bush Empire    | Великобритания, Лондон |
| 16.11.2010 | Schutzenhaus Albisguetli     | Швейцария, Цюрих       |
| 19.11.2010 | Zenith Hall of Saint Etienne | Франция, Сент-Этиенн   |
| 07.12.2010 | Verkatehdas                  | Финляндия, Хямеенлинна |
| 09.12.2010 | Tampere-talo                 | Финляндия, Тампере     |
| 12.12.2010 | Mikaeli                      | Финляндия, Миккели     |
| 15.12.2010 | Rockhal Club                 | Люксембург, Люксембург |
| 17.12.2010 | Olympia Sports Hall          | Словакия, Нитра        |
| 18.12.2010 | Sports Hall                  | Словакия, Мартин       |
| 21.12.2010 | Megazzini                    | Италия, Милан          |

В период между июнем и августом Тарья исполнила несколько концертов в Европе, выступила на известных фестивалях металла, в том числе Graspop Metal Meeting и Wacken Open Air.
26 ноября 2010 года вышло переиздание рождественского альбома Тарьи — Henkäys ikuisuudesta: альбом имеет другое оформление и трек-лист, был подготовлен совместно со звукозаписывающей компанией Nuclear Blast.
На Рождество 2010 года Тарья Турунен представила эксклюзивные концерты вместе с известными финскими музыкантами: Калеви Кивиниеми (орган), Марси Ньюманом (гитара) и Маркку Кроном (перкуссия). Все они выступали в церквях Оулу, Лахти, Куопио, Пори и Кеуру. Художественным руководителем концертов организованных Rowan3 Productions стал Калеви Кивиниеми.
| Дата       | Время | Место проведения           |
| ---------- | ----- | -------------------------- |
| 29.11.2010 | 19:00 | Оулу, Tuomiokirkko         |
| 29.11.2010 | 19:00 | Оулу, Tuomiokirkko         |
| 30.11.2010 | 19:00 | Куопио, Tuomiokirkko       |
| 02.12.2010 | 19:00 | Пори, Keski-Porin kirkko   |
| 03.12.2010 | 19:00 | Лахти, Sibeliustalo        |
| 05.12.2010 | 19:00 | Кеуру, Keuruun Uusi kirkko |

#### 2011—2012

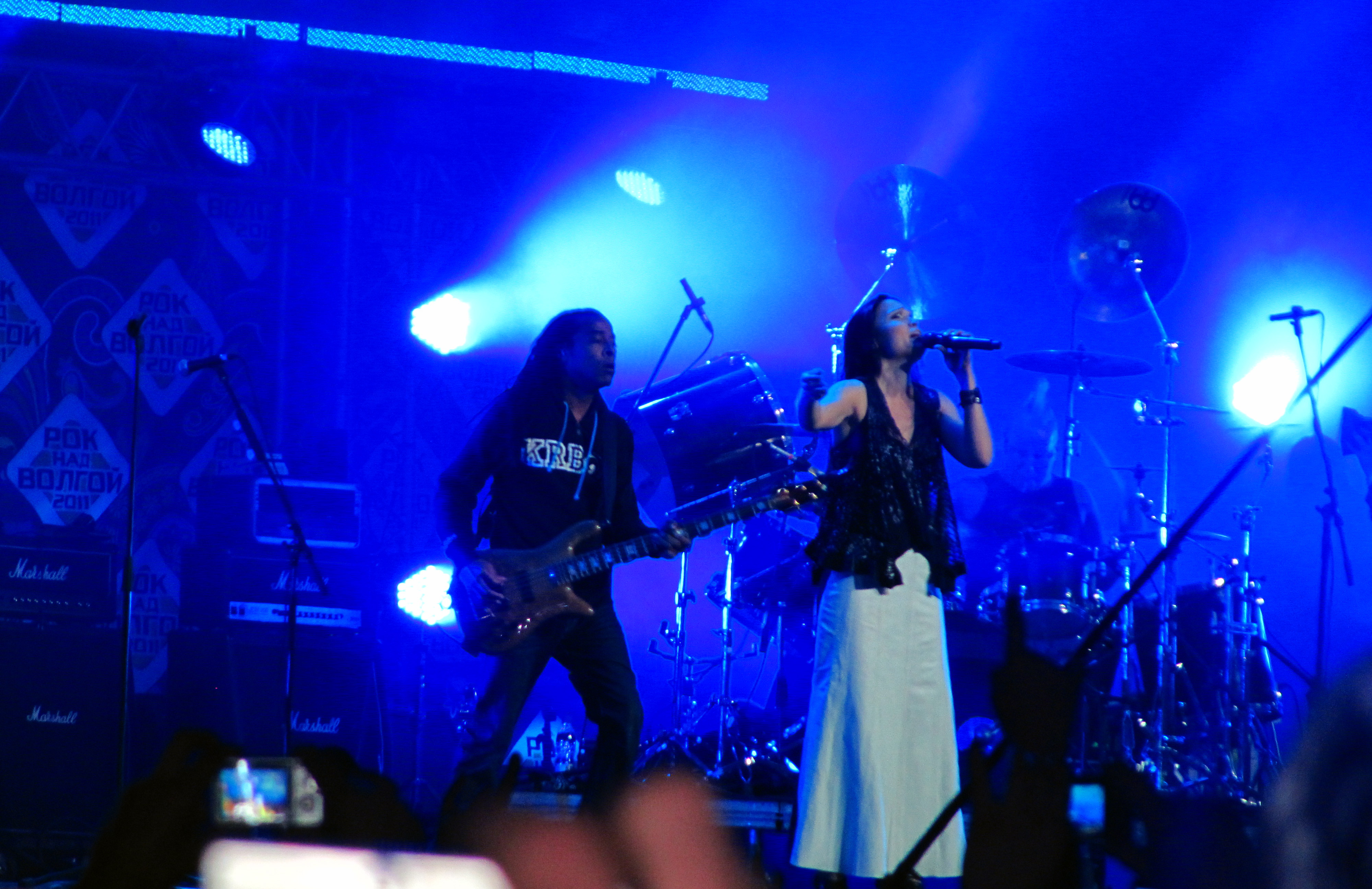
Тарья Турунен на фестивале Рок над Волгой в Самаре в 2011 году.

Весной 2011 Тарья дала в России два концерта, в Санкт-Петербурге 28 апреля и днём позже в Москве. Летом Турунен выступила в Самаре на фестивале Рок над Волгой, на котором, кроме того, спела дуэтом с Валерием Кипеловым. В качестве дуэтной песни была выбрана композиция Кипелова из альбома «Реки времён» — «Я здесь».

| Дата       | Время | Место проведения                 |
| ---------- | ----- | -------------------------------- |
| 28.04.2011 | 20:00 | Санкт-Петербург, ГлавClub        |
| 29.04.2011 | 21:00 | Москва, Arena Moscow             |
| 12.06.2011 | 21:30 | Самара, фестиваль Рок над Волгой |

24 августа в Германии диск My Winter Storm стал золотым. Также Тарья стала единственным финским музыкантом, которому удалось получить в Германии золото и как соло артист и как артист, играющий с группой. В это же самое время Тарья работает над своим новым студийным альбомом и готовится к записи своего первого классического DVD с концерта Sibelius Hall.
25 ноября выходит в свет CD\DVD In Concert. Live at Sibelius Hall записанный совместно с проектом Harus.
| Дата       | Время | Место проведения                                    |
| ---------- | ----- | --------------------------------------------------- |
| 06.03.2012 | 20:00 | Москва, MilkMoscow                                  |
| 07.03.2012 | 19:00 | Нижний Новгород, Нижегородский Театр оперы и балета |
| 09.03.2012 | 20:00 | Екатеринбург, Tele-Club                             |
| 10.03.2012 | 19:00 | Санкт-Петербург, Космонавт                          |
| 12.03.2012 | 20:00 | Краснодар, ДИ Премьера                              |
| 13.03.2012 | 20:00 | Ростов-на-Дону, Дом Офицеров                        |

2 февраля 2012 выступила с программой What Lies Beneath в Киеве. В марте 2012 Тарья дала 6 концертов в России и 1 в Беларуси.
28 ноября 2012 стало известно, что у Тарьи родилась дочь. На официальной странице Facebook была опубликована фотография, где певица держит на руках ребёнка. Официальный секретарь, Тайя Холм, подтвердила, что это действительно ребёнок Тарьи и её мужа Марсело. Девочку, которая появилась на свет 27 июля 2012, назвали Наоми Эрика Алексия Кабули Турунен.

#### 2013 — настоящее время
6 мая 2013 был анонсирован новый студийный альбом — Colours in the Dark. Он вышел в свет 30 августа 2013 года. Концертный тур в поддержку альбома «Colours in the Dark Tour 2013» начнётся в Германии в октябре 2013 года. 27 сентября вышел EP группы Within Temptation в котором Тарья приняла участие в записи заглавной песни и видео на неё — «Paradise (What About Us?)».
02.06.2013 прошёл концерт в России (Воронеж, концертный зал «Event Hall») с программой «Beauty and the Beat 2013» (совместно с Майком Терраной и Воронежским молодёжным симфоническим оркестром)
Colours In The Dark Tour 2013—2014
| Дата       | Место проведения                             |
| ---------- | -------------------------------------------- |
| 19.10.2013 | Берлин, Huxley’s                             |
| 22.10.2013 | Гамбург, Docks                               |
| 23.10.2013 | Дортмунд, FZW                                |
| 25.10.2013 | Карлсруэ, Festhalle Durlach                  |
| 26.10.2013 | Мюнхен, Backstage                            |
| 27.10.2013 | Вена, Arena                                  |
| 29.10.2013 | Праттельн, Z7 Konzertfabrik                  |
| 30.10.2013 | Нюрнберг, Löwensaal                          |
| 01.11.2013 | Лейпциг, Haus Auensee                        |
| 02.11.2013 | Кёльн, Gloria                                |
| 15.03.2014 | Краснодар, Arena Hall                        |
| 16.03.2014 | Ростов-на-Дону, Дом Офицеров                 |
| 18.03.2014 | Воронеж, Event Hall                          |
| 20.03.2014 | Санкт-Петербург, клуб «А2»                   |
| 21.03.2014 | Москва, Глав Club Москва                     |
| 23.03.2014 | Нижний Новгород, Milo Concert Hall           |
| 25.03.2014 | Казань, КРК «Пирамида»                       |
| 26.03.2014 | Самара, Самарская государственная филармония |
| 28.03.2014 | Уфа, РК «Огни Уфы»                           |
| 29.03.2014 | Екатеринбург, Tele-Club                      |
| 31.03.2014 | Омск, Concert Hall                           |
| 02.04.2014 | Красноярск, БКЗ (Большой концертный зал)     |
| 03.04.2014 | Новосибирск, клуб «Отдых»                    |
| 05.04.2014 | Хабаровск, НК «Великано»                     |
| 06.04.2014 | Владивосток, Феско-холл                      |

29 мая и 31 мая 2014 года певица выступила на фестивале Made in Finland в Москве и в Санкт-Петербурге, где сцены концертного зала «Крокус Сити Холл» и спорткомплекса «Сибур-Арена» с ней делили такие известные финские исполнители, как Майкл Монро, Lordi и Poets of the Fall.

### Личные взгляды
Тарья считает себя аполитичным человеком, а также христианкой-лютеранкой по вероисповеданию (хотя и не глубоко верующей).

## Стиль пения

### Регистр

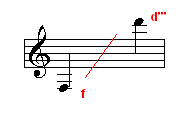
Вокальный диапазон на альбоме My Winter Storm (F_{3} до D_{6})

Певческий голос Турунен — сопрано (более точно, (полное) лирическое сопрано). В течение своей карьеры Турунен разработала вокальный диапазон в три октавы. Таким образом она также способна исполнять репертуар в регистрах меццо-сопрано, контральто и даже колоратурного сопрано.
Это очевидно из её альбома My Winter Storm, где самая низкая нота — F3, в то время как в другой песне она пела до D6.

## Отзывы

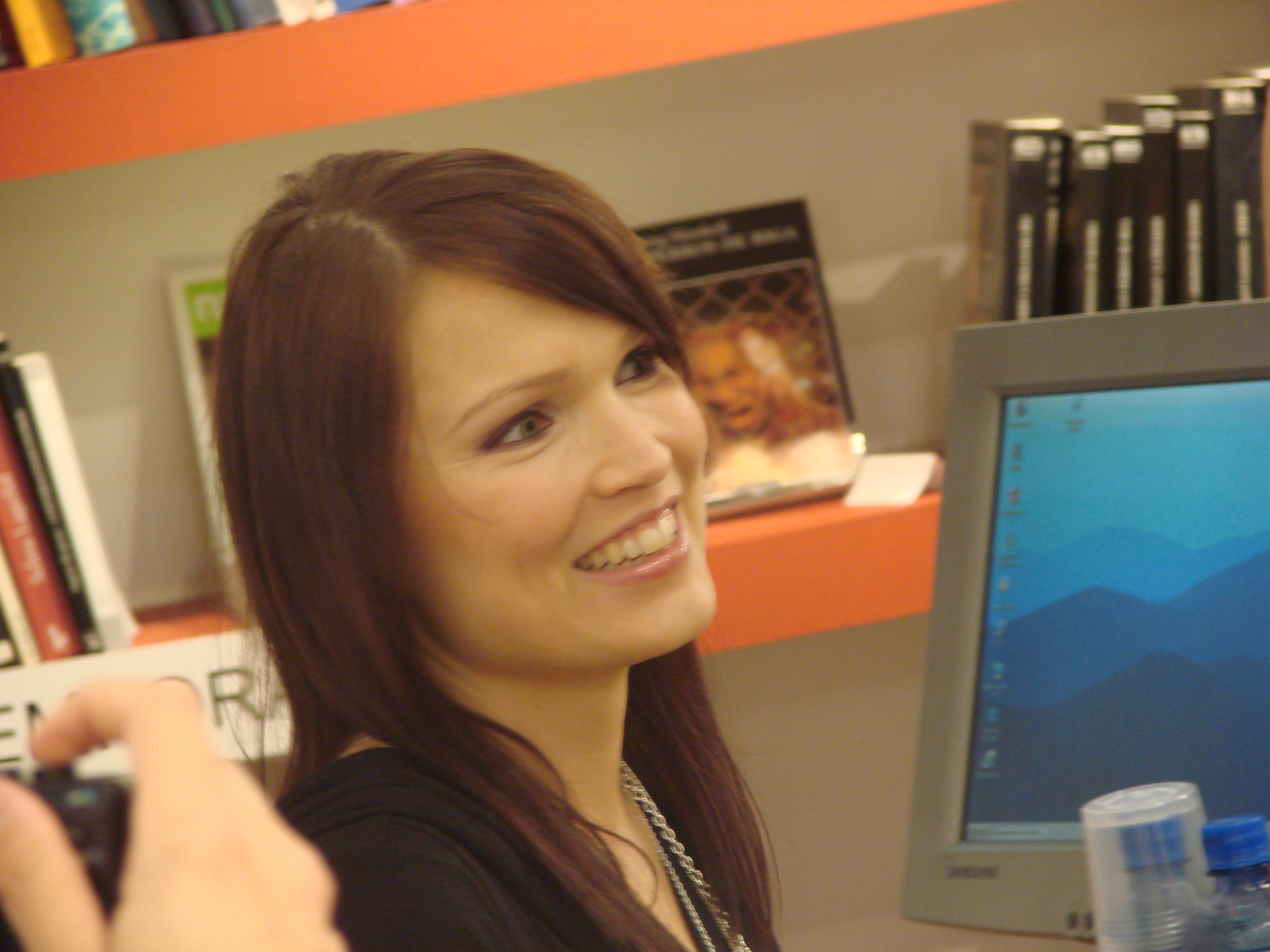
Турунен на международной книжной ярмарке в Буэнос-Айресе, Аргентина, 3 мая 2007 года

Голос Турунен охарактеризован критиками как удивительно мощный и эмоциональный. Иногда утверждается, что её голос слишком подготовленный или оперный для метал-музыки, но даже критики, которым не нравится классический голос, признают, что её голос подходит для песен жанра «метал», которые она поёт необычайно хорошо.
До конца сотрудничества Турунен с Nightwish её пение было визитной карточкой группы. Она была известна как лицо и голос Nightwish, в то время как лидер группы Туомас Холопайнен был её душой. Турунен рассматривается как ключ к успеху Nightwish.
В Европе её популярность ограничивается в основном хард-рок и метал-сценой. У неё было более широкое воздействие 30 ноября 2007 года, когда она была приглашена открывать прощальный бой Регины Хэлмич. Её исполнение «I Walk Alone» было показано в прямом эфире немецкого телеканала ZDF для 8,8 млн зрителей.

## Дискография
| Название          | Информация |
| ----------------- | --- |
| Angels Fall First | - Релиз: 1 ноября 1997 - Лейбл: Spinefarm - Формат: CD, LP, цифровая дистрибуция                                      |
| Oceanborn         | - Релиз: 7 декабря 1998 - Лейбл: Spinefarm, Drakkar, Toy's Factory - Формат: CD, LP, цифровая дистрибуция             |
| Wishmaster        | - Релиз: 8 мая 2000 - Лейбл: Spinefarm, Drakkar, Toy's Factory - Формат: CD, LP, цифровая дистрибуция                 |
| Century Child     | - Релиз: 25 мая 2002 - Лейбл: Spinefarm, Drakkar, Century Media, Toy's Factory - Формат: CD, LP, цифровая дистрибуция |
| Once              | - Релиз: 7 июня 2004 - Лейбл: Spinefarm, Nuclear Blast, Roadrunner - Формат: CD, LP, цифровая дистрибуция             |

| Название                       | Информация |
| ------------------------------ | --- |
| Over the Hills and Far Away EP | - Релиз: 1 июня 2001 - Лейбл: Spinefarm, Drakkar, Century Media, Toy's Factory - Формат: CD, LP, цифровая дистрибуция |

| Название            | Информация |
| ------------------- | --- |
| My Winter Storm     | - Релиз: 14 ноября 2007 - Лейбл: Vertigo Records, Universal Music, Spinefarm , Fontana Records , NEMS Enterprisers S.R.L. - Формат: CD, LP, цифровая дистрибуция                                |
| What Lies Beneath   | - Релиз: 1 сентября 2010 - Лейбл: Vertigo Records, Universal Music, Spinefarm , The End Records , NEMS Enterprisers S.R.L. , Victor Entertainment - Формат: CD, LP, цифровая дистрибуция        |
| Colours in the Dark | - Релиз: 30 августа 2013 - Лейбл: earMUSIC , Scarecrow Records , Victor Entertainment, Hellion Records , Soyuz Music - Формат: CD, LP, цифровая дистрибуция                                     |
| The Shadow Self     | - Релиз: 5 августа 2016 - Лейбл: earMUSIC , NEMS Enterprisers S.R.L. , Victor Entertainment , Soyuz Music , Shinigami Records , Eagle Rock Entertainment - Формат: CD, LP, цифровая дистрибуция |
| In The Raw          | - Релиз: 30 августа 2019 - Лейбл: earMUSIC - Формат: CD, LP, цифровая дистрибуция |

| Название                                             | Информация |
| ---------------------------------------------------- | --- |
| Henkäys ikuisuudesta                                 | - Релиз: 8 ноября 2006 - Лейбл: NEMS Enterprisers S.R.L., Passion, Universal Music - Формат: CD, цифровая дистрибуция |
| Ave Maria – En Plein Air                             | - Релиз: 11 сентября 2015 - Лейбл: earMUSIC , Soyuz Music - Формат: SACD, CD, LP, цифровая дистрибуция                |
| From Spirits and Ghosts (Score for a Dark Christmas) | - Релиз: 17 ноября 2017 - Лейбл: earMUSIC                                                                             |